# خورشیدگرفتگی ۸ آوریل ۱۶۵۲
خورشیدگرفتگی ۸ آوریل ۱۶۵۲ (به انگلیسی: Solar eclipse of April 8, 1652) یک خورشیدگرفتگی از نوع خورشیدگرفتگی کامل بود. این خورشیدگرفتگی در تاریخ ۸ آوریل ۱۶۵۲ میلادی روی داد که زمان اوج آن، ساعت ۱۰:۲۲:۲۸ به‌وقت ساعت هماهنگ جهانی بوده‌است. مدت‌زمان و طول این خورشیدگرفتگی ۱۶۹ ثانیه (۲ دقیقه و ۴۹ ثانیه) بود.